# Кампанийска епархия (Римокатолическа църква)
 Тази статия е за римокатолическата епархия.  За православната вижте Берска, Негушка и Камбанийска епархия.  
Кампанийската епархия (на латински: Dioecesis Campaniensis) е титулярна епископия на Римокатолическата църква с номинално седалище в Епископи, Гърция. Епархията е подчинена на Солунската архиепископия.
Кампанийската епископия, подчинена на Солунската митрополия, е създадена в X век, с вероятен център, съдейки по името, Епископи. Като титулярна епископия на Римоколическата църква е установена в 1933 година.
Титулярни епископи
| Име                  | Име                   | Управление                 | Забележка               | Години                        |
| -------------------- | --------------------- | -------------------------- | ----------------------- | ----------------------------- |
| Хорхе Карлос Карерас | Jorge Carlos Carreras | 7 април 1962 – 12 юни 1965 | в епископ на Сан Рафаел | 1 май 1906 – 18 февруари 1987 |